# Bestuurlijke indeling van Noord-Macedonië

Gemeenten

De bestuurlijke indeling van Noord-Macedonië bestaat naast de centrale overheid uit één bestuurslaag, met dien verstande dat Skopje een eigen inrichting heeft. De statistische regio's (Статистички Региони, Statistički Regioni) hebben alleen een statistische rol.
Iedere gemeente (Општини. enkelvoud Општина, Opštini, enkelvoud Opština/Komunë) heeft een door de bewoners van de gemeente gekozen gemeenteraad en een direct gekozen burgemeester. De Stadsraad van Skopje bestaat naast direct gekozen leden ook uit vertegenwoordigers van de tien gemeenten binnen Skopje, die als deelgemeenten van Skopje functioneren. 